# انترپرایز (کانزاس)
انترپرایز (به انگلیسی: Enterprise) شهری در ایالت کانزاس کشور ایالات متحده آمریکا است که جمعیت آن در سرشماری سال ۲۰۱۰ میلادی، ۸۵۵ نفر بوده‌است.